# Kirppusaari, Savitaipale
Kirppusaari är en ö i Finland. Den ligger i sjön Sopes och i kommunen Savitaipale i den ekonomiska regionen  Villmanstrands ekonomiska region  och landskapet Södra Karelen, i den södra delen av landet, 170 km nordost om huvudstaden Helsingfors. Öns area är omkring 130 kvadratmeter och dess största längd är 20 meter i öst-västlig riktning.